# Rūm
Rūm o rûm (pronunciación árabe: [ˈruːmˤ]; singular: rûmi), también transcrito como roum o rum (en árabe: الرُّومُ, ar-Rūm; en persa y turco otomano: روم, rûm; en turco: rum), es un derivado del término Ῥωμαῖοι, Rhomaioi ("romanos"). Este último era un endónimo de los habitantes preislámicos de Turquía, Oriente Medio y los Balcanes, que data de cuando estas regiones formaban parte del Imperio bizantino (Imperio romano de Oriente).

## Orígenes
El término rûm se encuentra en la inscripción preislámica de Namara del siglo IV, y más tarde en el Corán (siglo VII), donde se utiliza para referirse al Imperio bizantino (romano oriental), contemporáneo bajo sus entonces emperadores de habla griega (dinastía Heracliana). El imperio fue el estado cristiano más prominente durante el período de la vida de Mahoma y durante la escritura del Corán, ya que el Imperio romano de Occidente había caído dos siglos antes, en el siglo V.
El Corán incluye la sura Ar-Rum, donde aparecen los "romanos", que en la época de Mahoma eran los griegos bizantinos, por lo que a veces, es traducido por los 'bizantinos'. Estos romanos del siglo VII, a los que se hace referencia como bizantinos en la erudición occidental moderna, eran los habitantes del Imperio romano de Oriente. Dado que a todos los grupos étnicos dentro del imperio romano se les había otorgado la ciudadanía en el año 212, estos pueblos orientales habían llegado a etiquetarse a sí mismos como Ρωμιοί o Ῥωμαῖοι, romaioi ("romanos"), usando la palabra para ciudadano romano en la lengua franca oriental del griego koiné. Esta etiqueta de ciudadanía se convirtió en 'Rûm' en árabe. Para diferenciar a los habitantes de la ciudad occidental de Roma, los árabes utilizaron en su lugar la palabra 'Rūm' o, a veces, 'Latin'yun' ("latinos"), y para diferenciar a los hablantes de griego antiguo se utilizó el término 'Yūnānīm', de 'Yūnān' (Jonia), el nombre de Grecia. La palabra 'bizantino', que ahora utilizan los historiadores occidentales para describir el Imperio romano de Oriente y su lengua franca griega, no se utilizó en ninguna parte en esos tiempos.
El estado romano y más tarde el romano oriental (bizantino) abarcó la totalidad del Mediterráneo oriental durante seis siglos, pero después del advenimiento del islam en Arabia en el siglo VII, y la subsiguiente conquista islámica de lo que ahora es Siria, Egipto y Libia en los siglos VII-VIII, el estado bizantino fue reduciéndose para comprender solo lo que ahora es la Turquía moderna y los Balcanes en la Edad Media. A principios del Renacimiento (siglo XV), el estado bizantino finalmente cayó en manos de los conquistadores turcos musulmanes, que habían comenzado a migrar a lo que hoy es Turquía desde Asia Central durante los siglos XII-XIV. Así, durante la Edad Media los árabes llamaban a los habitantes nativos de lo que hoy es Turquía, los Balcanes, Siria, Líbano y Palestina, 'rûm' (romanos), y llamaron a lo que ahora es Turquía y los Balcanes, 'la tierra de los rûm', y se referían al Mediterráneo como 'el mar de los rûm'.
Después de la caída del estado bizantino en 1453, el conquistador turco otomano, sultán Mehmed II, declaró que había reemplazado al gobernante bizantino como el nuevo Kayser-i Rum, literalmente, el 'César de los romanos'. En el sistema del millet otomano, los nativos conquistados de Turquía y los Balcanes fueron clasificados como rum millet (millet-i Rum) a efectos fiscales y se les permitió continuar practicando el cristianismo ortodoxo, la religión promulgada por el antiguo estado romano. En la Turquía moderna, rum todavía se usa para designar a la minoría nativa cristiana ortodoxa de Turquía, junto con sus instituciones residuales anteriores a la conquista, cf. Rum Ortodoks Patrikhanesi, es la designación turca del Patriarcado Ecuménico de Constantinopla con sede en Estambul, la cabeza de todo el cristianismo ortodoxo.

## Rumen geografía
El contacto musulmán con el Imperio bizantino tuvo lugar con mayor frecuencia en Asia Menor (la mayor parte de lo que ahora es Turquía), ya que fue el corazón del estado bizantino desde la Edad Media temprana en adelante, por lo que el término Rûm se fijó allí geográficamente. El término se mantuvo incluso después de la conquista de lo que ahora es el centro de Turquía a finales de la Edad Media por los turcos selyúcidas, que estaban emigrando de Asia Central. Así, los turcos llamaron a su nuevo estado el Sultanato de Rum, el 'Sultanato de los Romanos'.

## Rum como nombre
Al-Rūmī es un nisba que designa a personas originarias del Imperio bizantino (romano oriental) o de las tierras que anteriormente pertenecieron al mismo, especialmente las tierras de lo que ahora es Turquía. Las personas históricas así designadas incluyen, entre otras, las siguientes:
- Suhayb ar-Rumi, compañero de Mahoma
- Rumi, apodo de Mawlānā Jalāl-ad-Dīn Muhammad Balkhī, el poeta persa del siglo XIII que vivió la mayor parte de su vida entre los conquistados rum (bizantinos) de Konya (en griego bizantino: Ἰκόνιον o Ikonio) en el Sultanato de Rum
- Qāḍī Zāda al-Rūmī, matemático del siglo XIV
- Tadj ol-Molouk Ayrumlu, antigua reina de Irán

## Otros usos
Durante el siglo XVI, los portugueses utilizaban 'rume' y 'rumes' (plural) como un término genérico para referirse a los otomanos y mamelucos que se enfrentaron en el Océano Índico. 
Según João de Barros en sus Décadas IV, los musulmanes de la India, sin conocer en profundidad la geografía europea, llamabann 'rones' a todos los pueblos de Tracia, donde se ubicaban Constantinopla, Grecia y las islas del Mediterráneo de los "rums". Los portugueses adoptaron el término, usándolo generalmente para referirse a los musulmanes que llegaban al Océano Índico desde el occidente.
El término 'urums', también derivado del mismo origen, todavía se usa en la etnografía contemporánea para denotar a las poblaciones griegas de habla turca.
Los chinos, durante la dinastía Ming, se referían a los otomanos como lumi (魯迷), derivado de rum o rumi. Los chinos también se refirieron a los rum como wulumu (務魯木) durante la dinastía Qing.
Entre la aristocracia musulmana del sur de Asia, el sombrero fez es conocido como rumi topi (que significa 'sombrero de Roma o de Bizancio').